# Señoras del (h)AMPA
Señoras del (h)AMPA es una serie de televisión española producida por Mediaset España, Producciones Mandarina y Amazon Prime Video.
Protagonizada por Toni Acosta, Malena Alterio, Nuria Herrero, Mamen García, Ainhoa Santamaría, Pilar Castro y Marta Belenguer, fue presentada en el Festival MIP Drama de Cannes, en el que fue premiada como serie favorita de los compradores.
Su estreno en abierto tuvo lugar el 19 de junio de 2019 en Telecinco.
A partir del capítulo 7, Telecinco decidió retrasar su horario de emisión hasta las 23:20h con motivo del estreno de Toy Boy en Antena 3.
A partir del capítulo 2 de la segunda temporada, Telecinco decidió pasar la serie al canal Cuatro a las 22:45, siendo llevada definitivamente a las 00:15 desde el tercer capítulo tras sus bajos registros de audiencia.
En febrero de 2021 se anunció que Mediaset España no produciría la tercera temporada de la serie, siendo la segunda la última, a pesar de que los guiones de la tercera ya estuviesen escritos y hubiese empezado el casting para los nuevos personajes. Se ofreció la venta de la serie a Amazon Prime Video para que estos la continuasen, pero rechazaron la oferta.

## Argumento

### Primera temporada
Mayte, Lourdes, Virginia y Amparo son cuatro mujeres residentes en el distrito madrileño de Carabanchel que se verán desbordadas cuando accidentalmente acaben con la vida de Elvira, una madre repelente experta en fastidiarles la existencia durante las reuniones de la Asociación de Madres y Padres de Alumnos (AMPA) del colegio. Incapaces de confesar los hechos, terminan generando involuntariamente una espiral de violencia que las convertirá en peligrosas mafiosas enfrentadas a auténticos criminales.

### Segunda temporada
Ha pasado un año desde que Mayte, Lourdes, Virginia y Amparo consiguieran encarcelar a la peligrosa banda criminal liderada por Carmona, pero las cosas aún están muy lejos de estar calmadas. Después de que Carmona entre en la cárcel, las cuatro han iniciado una doble vida como superheroínas enmascaradas, y se dedican a combatir a todos los malhechores del barrio, a la vez que regentan la Asociación para mujeres: Begoña Cepeda, cuyo nombre hace honor a la difunta amiga que tanto las ayudó en el pasado. Sin embargo, también deben compaginar toda esta actividad con sus propias vidas personales.

## Reparto

### Cronología
| Actor / Actriz            | Personaje            | Temporada   | Temporada   |             |             |
| Actor / Actriz            | Personaje            | 1           | 2           |             |             |
| Principales               | Principales          | Principales | Principales | Principales | Principales |
| ------------------------- | -------------------- | ----------- | ----------- | ----------- | ----------- |
| Malena Alterio            | Lourdes Sanguino     | Principal   | Principal   |             |             |
| Toni Acosta               | Mayte Soldevilla     | Principal   | Principal   |             |             |
| Nuria Herrero             | Virginia Torres      | Principal   | Principal   |             |             |
| Mamen García              | Amparo Peláez        | Principal   | Principal   |             |             |
| Marta Belenguer           | Elvira Navarro       | Principal   | Invitada    |             |             |
| Ainhoa Santamaría         | Anabel Sorolla       | Principal   | Principal   |             |             |
| Pilar Castro              | Belinda Chamorro     |             | Principal   |             |             |
| Secundarios y recurrentes |                      |             |             |             |             |
| Alfonso Lara              | Vicente Román        | Secundario  | Secundario  |             |             |
| Juan Blanco               | Carlos Moreno        | Secundario  | Secundario  |             |             |
| Ana Mencía                | Asun                 | Secundario  | Secundario  |             |             |
| Nuria González            | Begoña Cepeda        | Secundario  | Invitada    |             |             |
| Alberto Velasco           | Ramón Pellicer       | Secundario  | Recurrente  |             |             |
| Fernando Coronado         | Gregorio Rodríguez   | Secundario  | Secundario  |             |             |
| Lorena López              | Manoli               | Secundario  | Secundario  |             |             |
| Álex Barahona             | Curro                | Secundario  |             |             |             |
| Dafnis Balduz             | Mariano              | Secundario  |             |             |             |
| Raúl Mérida               | Arturo Soto          | Secundario  |             |             |             |
| Maite Sandoval            | Juani Zaldívar       | Secundario  | Invitada    |             |             |
| Amparo Fernández          | Doña Concha          | Recurrente  |             |             |             |
| Francisco Boira           | Andrés               | Recurrente  |             |             |             |
| Manolo Caro               | Berto                | Recurrente  |             |             |             |
| Fernando Valdivielso      | Chivo                | Recurrente  |             |             |             |
| Bea de la Cruz            | Paloma               | Recurrente  |             |             |             |
| Carla Campra              | Elisabeth Palazuelos | Recurrente  | Recurrente  |             |             |
| Oriol Tarrasón            | Rafa                 | Recurrente  |             |             |             |
| Marina de Miguel          | Arancha              | Recurrente  | Secundario  |             |             |
| Miguel Rivera             | Goyo                 | Recurrente  | Recurrente  |             |             |
| Raquel Guerrero           | Desiré               | Recurrente  |             |             |             |
| Clara Esteban             | Mari Carmen          | Recurrente  | Recurrente  |             |             |
| Flavio Rey                | Omar                 | Recurrente  |             |             |             |
| Fernando Cayo             | Pedro Conesa         | Recurrente  |             |             |             |
| Carmen Balagué            | Remedios             | Recurrente  | Secundario  |             |             |
| Gloria Muñoz              | Josefina Carmona     | Secundario  | Secundario  |             |             |
| Elisa Matilla             | Clara Torres         | Recurrente  | Invitada    |             |             |
| Cristina García           | Jefa de policía      | Secundario  |             |             |             |
| Carlos Chamorro           | Psicólogo            | Invitado    | Invitado    |             |             |
| Arlette Torres            | Raquel               |             | Secundario  |             |             |
| Julia Molins              | Berta Núñez          |             | Secundario  |             |             |
| Mariola Fuentes           | Yoli                 |             | Secundario  |             |             |
| Carlos González           | Juanjo               |             | Secundario  |             |             |
| Carmen Flores Sandoval    | Matilde              |             | Secundario  |             |             |
| Javi Coll                 | Lorenzo Mayo         |             | Recurrente  |             |             |
| Anna Coll Miller          | Vanessa              |             | Recurrente  |             |             |
| Miguel Ángel Jiménez      | Agente Bermejo       |             | Recurrente  |             |             |
| Enrique Berrendero        | Padre Julián         |             | Recurrente  |             |             |
| Jaime Pujol               | Ernesto              |             | Recurrente  |             |             |
| Jaime Linares             | Jefe de la comisaría |             | Recurrente  |             |             |
| Manu Climent              | El Chino             |             | Recurrente  |             |             |
| Sergio Reifs              | Miguel               |             | Recurrente  |             |             |
| Orestes Gaspar García     | Guillermo            |             | Recurrente  |             |             |

### Primera temporada

#### Protagonista
- Malena Alterio – Lourdes Sanguino
- Toni Acosta – Mayte Soldevilla
- Nuria Herrero – Virginia Torres
- Mamen García – Amparo Peláez
- Marta Belenguer – Elvira Navarro (Capítulo 1 - Capítulo 9; Capítulo 12 - Capítulo 13)
- Ainhoa Santamaría – Anabel Sorolla

### Secundario
- Juan Blanco – Carlos Moreno Ortiz (Capítulo 1; Capítulo 3 - Capítulo 10; Capítulo 13)
- Ana Mencía[3] – Asunción "Asun" (Capítulo 1 - Capítulo 2; Capítulo 4 - Capítulo 5; Capítulo 8 - Capítulo 13)
- Nuria González – Begoña Cepeda (Capítulo 1 - Capítulo 2; Capítulo 4 - Capítulo 6; Capítulo 8 - Capítulo 9; Capítulo 11 - Capítulo 13)
- Alberto Velasco – Ramón Pellicer Murillo (Capítulo 1 - Capítulo 2; Capítulo 4 - Capítulo 8; Capítulo 12 - Capítulo 13)
- Maite Sandoval - Juana "Juani" Zaldívar (Capítulo 1 - 13)
- Amparo Fernández – Doña Concha (Capítulo 1 - Capítulo 2; Capítulo 8; Capítulo 10)
- Álex Barahona – Curro (Capítulo 1 - Capítulo 3; Capítulo 5 - Capítulo 9; Capítulo 11 - Capítulo 13)
- Fernando Coronado – Gregorio Rodríguez (Capítulo 1 - Capítulo 3; Capítulo 5 - Capítulo 10; Capítulo 12 - Capítulo 13)
- Dafnis Balduz – Mariano (Capítulo 1 - Capítulo 8; Capítulo 10 - Capítulo 13)
- Raúl Mérida – Arturo Soto (Capítulo 1 - Capítulo 9)
- Alfonso Lara – Vicente Román (Capítulo 1 - Capítulo 13)
- Francisco Boira – Andrés (Capítulo 2 - Capítulo 6; Capítulo 8 - Capítulo 9)
- Manolo Caro – Berto (Capítulo 2 - Capítulo 6; Capítulo 8 - Capítulo 13)
- Lorena López - Manoli (Capítulo 2 - Capítulo 13)
- Fernando Valdivielso – Chivo (Capítulo 2 - Capítulo 13)
- Bea de la Cruz – Paloma (Capítulo 3; Capítulo 5; Capítulo 7 - Capítulo 13)
- Carla Campra – Elisabeth Palazuelos (Capítulo 3; Capítulo 7; Capítulo 9)
- Oriol Tarrason - Rafael "Rafa" (Capítulo 3 - Capítulo 9)
- Cristina García – Jefa de policía (Capítulo 7; Capítulo 9; Capítulo 13)

### Con la colaboración especial de
- Fernando Cayo – Pedro Conesa (Capítulo 1 - Capítulo 5)
- Carmen Balagué – Remedios (Capítulo 3; Capítulo 10 - Capítulo 13)
- Gloria Muñoz – Josefina Carmona (Capítulo 3 - Capítulo 5; Capítulo 7 - Capítulo 13)
- Enrique Villén – Félix (Capítulo 6)
- Elisa Matilla – Madre de Virginia (Capítulo 7; Capítulo 10 - Capítulo 11; Capítulo 13)
- Pepo Oliva – Santiago Soldevilla  Padre de Maite (Capítulo 8)
- Carlos Chamarro – Psicólogo (Capítulo 8; Capítulo 11)
- Ramiro Blas – Lagarto (Capítulo 10; Capítulo 13)
- María Garralón –  Carmen González López Madre de Maite (Capítulo 11)

### Segunda temporada

#### Protagonista
- Malena Alterio – Lourdes Sanguino
- Toni Acosta – Mayte Soldevilla
- Nuria Herrero – Virginia Torres
- Mamen García – Amparo Peláez
- Pilar Castro - Belinda Chamorro
- Ainhoa Santamaría – Anabel Sorolla (Capítulo 1 - Capítulo 3; Capítulo 5 - Capítulo 13)

### Secundario
- Maite Sandoval - Juana "Juani" Zaldivar (Capítulo 1; Capítulo 12 - Capítulo 13)
- Nuria González – Begoña Cepeda (Capítulo 1)
- Juan Blanco - Carlos Moreno Ortiz (Capítulo 1; Capítulo 3 - Capítulo 4; Capítulo 6; Capítulo 9; Capítulo 11 - Capítulo 13)
- Carla Campra - Elisabeth Palazuelos (Capítulo 1 - Capítulo 2; Capítulo 12 - Capítulo 13)
- Arlette Torres - Raquel (Capítulo 1 - Capítulo 2; Capítulo 5 - Capítulo 6; Capítulo 8 - Capítulo 10; Capítulo 12 - Capítulo 13)
- Javi Coll - Lorenzo Mayo (Capítulo 1 - Capítulo 2; Capítulo 6)
- Anna Coll Miller - Vanessa (Capítulo 1; Capítulo 3 - Capítulo 7; Capítulo 13)
- Alberto Velasco - Ramón Pellicer Murillo (Capítulo 1 - Capítulo 3)
- Julia Molins - Berta Núñez (Capítulo 1 - Capítulo 5; Capítulo 8 - Capítulo 13)
- Ana Mencía - Asunción "Asun" (Capítulo 1 - Capítulo 6; Capítulo 8 - Capítulo 11; Capítulo 13)
- Marina de Miguel - Arancha Rodríguez Soldevilla (Capítulo 1 - Capítulo 9; Capítulo 12 - Capítulo 13)
- Alfonso Lara - Vicente Román (Capítulo 1 - Capítulo 13)
- Fernando Coronado - Gregorio Rodríguez (Capítulo 1 - Capítulo 9; Capítulo 11 - Capítulo 13)
- Mariola Fuentes - Yolanda "Yoli" (Capítulo 1 - Capítulo 6; Capítulo 8 - Capítulo 10; Capítulo 12 - Capítulo 13)
- Carlos González Fernández - Juanjo (Capítulo 1 - Capítulo 9; Capítulo 11; Capítulo 13)
- Lorena López - Manoli (Capítulo 1 - Capítulo 7; Capítulo 9 - Capítulo 13)
- Carmen Flores Sandoval - Matilde, vecina de Amparo (Capítulo 2 - Capítulo 3; Capítulo 6 - Capítulo 12)
- Miguel Ángel Jiménez - Bermejo  (Capítulo 4 - Capítulo 6; Capítulo 10 - Capítulo 11 - Capítulo 12 - Capítulo 13)
- Nancy Yao - Xiang (Capítulo 6; Capítulo 12)

### Con la colaboración especial de
- Elisa Matilla - Madre de Virginia (Capítulo 1 - Capítulo 2; Capítulo 13)
- Carmen Balagué - Remedios (Capítulo 1 - Capítulo 8; Capítulo 10 - Capítulo 13)
- Verónica Forqué - Cándida Murillo (Capítulo 3)
- Carlos Chamarro - Psicólogo (Capítulo 5; Capítulo 7)
- Gloria Muñoz - Josefina Carmona (Capítulo 3 - Capítulo 5; Capítulo 7 - Capítulo 8; Capítulo 10 - Capítulo 11; Capítulo 13)
- Abril Zamora - vedette presa (Capítulo 13)
- Marta Belenguer – Elvira Navarro (Capítulo 13)

## Personajes fallecidos
| Actor / Actriz      | Personaje                        | Causa de Muerte                                        | Responsable de la muerte          | Episodio del fallecimiento |
| ------------------- | -------------------------------- | ------------------------------------------------------ | --------------------------------- | -------------------------- |
| Marta Belenguer     | Elvira Navarro                   | Corte en el cuello y taladro en la cabeza              | Mayte, Lourdes, Amparo y Virginia | 1x01 (Capítulo 1)          |
| Amparo Fernandez    | Doña Concha                      | Fallo cardiaco (Infarto)                               |                                   | 1x02 (Capítulo 2)          |
| Conejo              | Alfonso (Conejo)                 | Machacado                                              | Amparo Peláez                     | 1x03 (Capítulo 3)          |
| Inma Sancho         | Sonsoles Matute                  | Disparos                                               | Josefina Carmona                  | 1x04 (Capítulo 4)          |
| María Zamora        | Amante de Sonsoles Matute        | Disparos                                               | Josefina Carmona                  | 1x04 (Capítulo 4)          |
|                     | Limpiadora del hotel             | Disparos                                               | Josefina Carmona                  | 1x04 (Capítulo 4)          |
| Fernando Cayo       | Pedro Conesa                     | Suicidio (Ahorcado)                                    | Pedro Conesa                      | 1x05 (Capítulo 5)          |
| Guadalupe Lancho    | Prima de Gregorio                | Disparos (Tiroteo en "la comunión roja")               | Berto, Chivo y Andrés             | 1x08 (Capítulo 8)          |
| Oriol Tarrasón      | Rafael "Rafa"                    | Disparos (Tiroteo en "la comunión roja")               | Berto, Chivo y Andrés             | 1x08 (Capítulo 8)          |
|                     | Familia de Anabel                | Disparos (Tiroteo en "la comunión roja")               | Berto, Chivo y Andrés             | 1x08 (Capítulo 8)          |
| Francisco Boira     | Andrés                           | Envenenamiento                                         | Josefina Carmona                  | 1x09 (Capítulo 9)          |
| Raúl Mérida         | Arturo Soto                      | Disparos                                               | Josefina Carmona                  | 1x09 (Capítulo 9)          |
| Camila Viyuela      | Enfermera ambulancia             | Disparos                                               | Josefina Carmona                  | 1x09 (Capítulo 9)          |
|                     | "El hombre conejo"               | Golpes con bates de béisbol                            | Juani Zaldivar y "el Contra-AMPA" | 1x10 (Capítulo 10)         |
| Cerdo               | Juanjo (Cerdo de "El lagarto")   | Acuchillamiento (posteriormente devorado por Carmona)  | Josefina Carmona                  | 1x10 (Capítulo 10)         |
| Nuria González      | Begoña Cepeda                    | Cáncer de pulmón                                       |                                   | 1x12 (Capítulo 12)         |
| Ramiro Blas         | "El Lagarto"                     | Disparo                                                | Josefina Carmona                  | 1x13 (Capítulo 13)         |
|                     | La banda de "El Lagarto"         | Varios cortes con las cuchillas de las "Turbothunders" | Mayte Soldevilla y Anabel Sorolla | 1x13 (Capítulo 13)         |
| Mario de la Rosa    | Portero de "El Lagarto"          | Golpes                                                 | Juani Zaldivar y "el Contra-AMPA" | 1x13 (Capítulo 13)         |
| Fernando Valdivieso | "Chivo"                          | Reventados por una bomba                               | Lourdes, Amparo y Virginia        | 1x13 (Capítulo 13)         |
| Manolo Caro         | Berto                            | Reventados por una bomba                               | Lourdes, Amparo y Virginia        | 1x13 (Capítulo 13)         |
| Maite Sandoval      | Juana "Juani" Zaldivar           | Varias puñaladas                                       | Carlos Moreno                     | 2x01 (Capítulo 14)         |
| Elisa Matilla       | Clara Torres (Madre de Virginia) | Caída (empujada) por el balcón                         | Carlos Moreno                     | 2x02 (Capítulo 15)         |
| Verónica Forqué     | Cándida Murillo                  | Electrocucción en la bañera                            | Lourdes Sanguino                  | 2x03 (Capítulo 16)         |
| Alberto Velasco     | Ramón Pellicer Murillo           | Suicidio (se tira a la vías del tren)                  | Ramón Pellicer                    | 2x03 (Capítulo 16)         |
| Xabier Murua        | Atracador casa de empeños        | Disparo                                                | Berta Núñez                       | 2x04 (Capítulo 17)         |
| Javi Coll           | Lorenzo Mayo                     | Ahorcamiento                                           | Carlos Moreno                     | 2x06 (Capítulo 19)         |
| Pepo Oliva          | Santiago (Padre de Mayte)        | Causas naturales                                       |                                   | 2x09 (Capítulo 21)         |
| Ainhoa Santamaría   | Anabel Sorolla                   | Infarto                                                | Carlos Moreno                     | 2x12 (Capítulo 25)         |
| Juan Blanco         | Carlos Moreno Ortiz              | Disparo                                                | Josefina Carmona                  | 2x13 (Capítulo 26)         |

## Emisión
La primera temporada de la serie se estrenó originalmente en Telecinco, donde se emitió su primera temporada durante el 2019.
La segunda temporada fue preestrenada en Amazon Prime Video en 2020, y posteriormente en 2021 se estrenó de nuevo en su canal de origen, Telecinco, y tras las bajas audiencias del primer capítulo, Mediaset decidió trasladar la segunda temporada a Cuatro, donde se emitió la segunda temporada desde el capítulo 2.
Es decir, Telecinco emitió la primera temporada y el primer capítulo de la segunda (capítulos 1-14) y Cuatro la segunda temporada a excepción del primer capítulo (capítulos 15-26).

## Temporadas y episodios
| Temporada | Temporada   | Episodios | Emisión en abierto          | Emisión en abierto          | Emisión en abierto       | Emisión en abierto       | Amazon Prime Video    | Audiencia media | Audiencia media |
| Temporada | Temporada   | Episodios | Telecinco (Mediaset España) | Telecinco (Mediaset España) | Cuatro (Mediaset España) | Cuatro (Mediaset España) | Amazon Prime Video    | Audiencia media | Audiencia media |
| Temporada | Temporada   | Episodios | Estreno                     | Final                       | Estreno                  | Final                    | Preestreno            | Espectadores    | Cuota           |
| --------- | ----------- | --------- | --------------------------- | --------------------------- | ------------------------ | ------------------------ | --------------------- | --------------- | --------------- |
|           | 1           | 13        | 19 de junio de 2019         | 6 de noviembre de 2019      | -                        | -                        | -                     | 1 341 000       | 11,0%           |
|           | 2 (parte 1) | 7         | 26 de abril de 2021         | 26 de abril de 2021         | 5 de mayo de 2021        | 9 de junio de 2021       | 16 de octubre de 2020 | 249 000         | 3,3%            |
|           | 2 (parte 2) | 6         | -                           | -                           | 2023                     | 2023                     | 9 de abril de 2021    | -               | -               |
| TOTAL     | TOTAL       | 26        | 2019                        | 2021                        | 2021                     | 2021                     | -                     | 795 000*        | 7,2%*           |

* La segunda temporada se divide en 2 partes en Prime Video, pero en su emisión en abierto (Telecinco/Cuatro) se emite como una sola temporada
** La segunda temporada emitió su primer capítulo en Telecinco, y cambió a Cuatro a partir del segundo

### Primera temporada (2019)
| N.º en serie | N.º en temp. | Título                               | Dirigido por                   | Escrito por                    | Fecha de emisión original | Audiencia en Telecinco |
| ------------ | ------------ | ------------------------------------ | ------------------------------ | ------------------------------ | ------------------------- | ---------------------- |
| 1            | 1            | «Señoras que matan»                  | Carlos del Hoyo y Abril Zamora | Carlos del Hoyo y Abril Zamora | 19 de junio de 2019       | 2 996 000 (20,9%)      |
| 2            | 2            | «Señoras atrapadas»                  | Carlos del Hoyo                | Carlos del Hoyo y Abril Zamora | 26 de junio de 2019       | 2 147 000 (15,9%)      |
| 3            | 3            | «Señoras que ayudan a otras señoras» | Carlos del Hoyo                | Carlos del Hoyo y Abril Zamora | 3 de julio de 2019        | 2 067 000 (16,4%)      |
| 4            | 4            | «Señoras empoderadas»                | Vicente Villanueva             | Carlos del Hoyo y Abril Zamora | 10 de julio de 2019       | 1 768 000 (14,4%)      |
| 5            | 5            | «Señoras sin blanca»                 | Vicente Villanueva             | Carlos del Hoyo y Abril Zamora | 17 de julio de 2019       | 1 529 000 (13,1%)      |
| 6            | 6            | «Señoras que roban»                  | Jaime Botella                  | Carlos del Hoyo y Abril Zamora | 18 de septiembre de 2019  | 1 179 000 (9,2%)       |
| 7            | 7            | «Señoras contra señoras»             | Jaime Botella                  | Carlos del Hoyo y Abril Zamora | 25 de septiembre de 2019  | 907 000 (8,4%)         |
| 8            | 8            | «Señoras pilladas»                   | Vicente Villanueva             | Carlos del Hoyo y Abril Zamora | 2 de octubre de 2019      | 861 000 (8,1%)         |
| 9            | 9            | «Señoras a la fuga»                  | Vicente Villanueva             | Carlos del Hoyo y Abril Zamora | 9 de octubre de 2019      | 898 000 (8,3%)         |
| 10           | 10           | «Señoras violentas»                  | Jaime Botella                  | Carlos del Hoyo y Abril Zamora | 16 de octubre de 2019     | 797 000 (6,9%)         |
| 11           | 11           | «Señoras heridas»                    | Jaime Botella                  | Carlos del Hoyo y Abril Zamora | 23 de octubre de 2019     | 810 000 (7,3%)         |
| 12           | 12           | «Señoras que mienten»                | Carlos del Hoyo                | Carlos del Hoyo y Abril Zamora | 30 de octubre de 2019     | 717 000 (6,8%)         |
| 13           | 13           | «Señoras unidas»                     | Carlos del Hoyo                | Carlos del Hoyo y Abril Zamora | 6 de noviembre de 2019    | 753 000 (6,9%)         |

### Segunda temporada (2020-2023)
| Parte 1 |    |                                               |                    |                                                                           |                     |                       |                |
| 14      | 1  | «Cuatro señoras y un funeral»                 | Abril Zamora       | Carlos del Hoyo                                                           | 26 de abril de 2021 | 16 de octubre de 2020 | 776 000 (6,3%) |
| 15      | 2  | «Señoras y el acoso sexual»                   | Jaime Botella      | Miguel Morán y Paloma Rando                                               | 5 de mayo de 2021   | 16 de octubre de 2020 | 367 000 (2,9%) |
| 16      | 3  | «Madre y señora»                              | Jaime Botella      | Juan Flahn y Adela Gutiérrez                                              | 12 de mayo de 2021  | 16 de octubre de 2020 | 140 000 (2,6%) |
| 17      | 4  | «¡Alto! o la señora dispara»                  | Vicente Villanueva | Juan Flahn y Miguel Morán                                                 | 19 de mayo de 2021  | 16 de octubre de 2020 | 125 000 (3,1%) |
| 18      | 5  | «Señoras al rescate»                          | Vicente Villanueva | Miguel Morán, Juan Flahn, Adela Gutiérrez, Paloma Rando y Carlos del Hoyo | 26 de mayo de 2021  | 16 de octubre de 2020 | 104 000 (2,4%) |
| 19      | 6  | «Señoras casi famosas»                        | Jaime Botella      | Juan Flahn, Carlos del Hoyo, Miguel Morán y Paloma Rando                  | 2 de junio de 2021  | 16 de octubre de 2020 | 104 000 (2,2%) |
| 20      | 7  | «Señoras católicas, apostólicas y romanas»    | Jaime Botella      | Adela Gutiérrez, Paloma Rando y Carlos del Hoyo                           | 9 de junio de 2021  | 16 de octubre de 2020 | 130 000 (3,4%) |
| Parte 2 |    |                                               |                    |                                                                           |                     |                       |                |
| 21      | 8  | «A dos señoras bajo tierra»                   | Jaime Botella      | Adela Gutiérrez, Paloma Rando y Juan Flahn                                | —                   | 9 de abril de 2021    | —              |
| 22      | 9  | «El disputado voto de las señoras»            | Vicente Villanueva | Adela Gutiérrez, Miguel Morán y Paloma Rando                              | —                   | 9 de abril de 2021    | —              |
| 23      | 10 | «¡Corre señora, corre!»                       | Vicente Villanueva | Adela Gutiérrez, Miguel Morán, Paloma Rando y Juan Flahn                  | —                   | 9 de abril de 2021    | —              |
| 24      | 11 | «Adivina qué señora viene a cenar esta noche» | Inma Torrente      | Juan Flahn, Carlos del Hoyo, Miguel Morán y Paloma Rando                  | —                   | 9 de abril de 2021    | —              |
| 25      | 12 | «Ahora es tarde, señora»                      | Inma Torrente      | Juan Flahn, Carlos del Hoyo, Miguel Morán y Paloma Rando                  | —                   | 9 de abril de 2021    | —              |
| 26      | 13 | «Señoras bien, señoras fetén»                 | Jaime Botell       | Juan Flahn, Carlos del Hoyo, Miguel Morán y Paloma Rando                  | —                   | 9 de abril de 2021    | —              |

### Evolución de audiencias
| Temporada | Temporada | Episodio número | Episodio número | Episodio número | Episodio número | Episodio número | Episodio número | Episodio número | Episodio número | Episodio número | Episodio número | Episodio número | Episodio número | Episodio número |
| Temporada | Temporada | 1               | 2               | 3               | 4               | 5               | 6               | 7               | 8               | 9               | 10              | 11              | 12              | 13              |
| --------- | --------- | --------------- | --------------- | --------------- | --------------- | --------------- | --------------- | --------------- | --------------- | --------------- | --------------- | --------------- | --------------- | --------------- |
|           | 1         | 2.996           | 2.147           | 2.067           | 1.768           | 1.529           | 1.179           | 0.907           | 0.861           | 0.898           | 0.797           | 0.810           | 0.717           | 0.753           |
|           | 2         | 0.776           | 0.367           | 0.140           | 0.125           | 0.104           | 0.104           | 0.130           | —               | —               | —               | —               | —               | —               |

## Emisión internacional
En mayo de 2021, la cadena norteamericana NBC compró los derechos de la serie a Mediaset España para su adaptación internacional. La serie llevaría como título Dangerous Moms. El primer capítulo piloto está escrito y producido por Janine Sherman Barrois (Claws, Mentes Criminales, Urgencias), Rachel Kaplan, de Absecon Entertainment, quien ejerce como productora ejecutiva junto a Tariq Jalil y Lucas Carter, de Intrigue Entertainment.